# Sweyne’s Howes
Die Sweyne’s Howes North und South (auch Sweyne’s How, Swain Houses oder Sweye’s Houses genannt) sind zwei 100 m voneinander entfernte Portal Tombs in den Rhossili Down, südlich von Llangennith auf der Westseite Gower-Halbinsel in West Glamorgan in Wales. Als Portal Tombs werden auf den Britischen Inseln Megalithanlagen bezeichnet, bei denen zwei gleich hohe, aufrecht stehende Steine mit einem Türstein dazwischen, die Vorderseite einer Kammer bilden, die mit einem zum Teil gewaltigen Deckstein bedeckt ist.
Der Name Sweyne's Howes leitet sich von einer lokalen Legende, die besagt, dass hier ein Wikinger namens Sweyne begraben liegt. Howe ist das altnordische Wort für Hügel.
Östlich von Rhosili Down befinden sich zwei gestörte Portal Tombs aus der Jungsteinzeit. 

## Sweyne's Howes North
51° 35′ 9″ N, 4° 16′ 50″ W

Die nördliche Kammer steht am westlichen Ende eines ovalen Cairns, der etwa 18,0 × 13,0 m misst. Die Kammer öffnet sich nach Norden. Es hat zwei große Portalsteine und einen verrutschten Endstein. Der Deckstein lehnt noch gegen die Portalsteine.

## Sweyne's Howes South
51° 35′ 5″ N, 4° 16′ 55″ W

Der Cairn der südlichen Megalithanlage misst etwa 21 × 15 m, die Kammersteine liegen am Boden.